# Anilios bicolor
Espèce
Synonymes
- Onychocephalus bicolor Peters, 1858
- Typhlops bicolor (Peters, 1858)
- Ramphotyphlops bicolor (Peters, 1858)

Statut de conservation UICN

 LC  : Préoccupation mineure
Anilios bicolor est une espèce de serpents de la famille des Typhlopidae. 

## Répartition
Cette espèce est endémique d'Australie. Elle se rencontre dans le sud-ouest de la Nouvelle-Galles du Sud, dans l'Ouest du Victoria, dans le sud de l'Australie-Méridionale et dans le Sud de l'Australie-Occidentale.

## Description
Anilios bicolor a le dos bleu violacé et la face ventrale blanche.

## Étymologie
Son nom d'espèce, du latin bicolor, « à deux couleurs », lui a été donné en référence à sa livrée.

## Publication originale
- Peters, 1858 : Über die Typhlopinen oder blödsichtigen Schlangen und Über neue dahin gehörige Arten. Monatsberichte der Königlich Preussischen Akademie der Wissenschaften zu Berlin, vol. 1857, p. 508-509 (texte intégral).